# 오르홍주

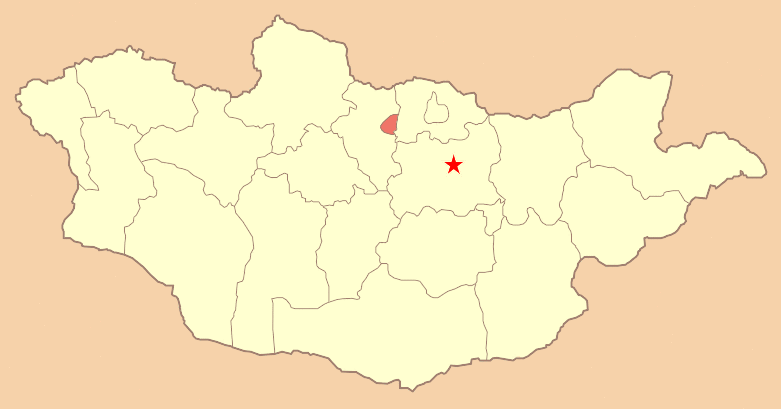
오르홍 주의 위치

오르홍주(몽골어: Орхон, [ɔr.xɔŋ], 어르헝)는 몽골 북부에 위치한 주로 주도는 에르데네트이며 면적은 844km2, 인구는 90,700명(2011년 기준)이다.